# Павлівка (річка)
Павлі́вка — річка в Україні, в межах Сумського району Сумської області. Права притока Криги (басейн Дніпра).

## Опис
Довжина річки 29 км, похил річки — 0,66 м/км, площа басейну 160 км². Заплава у верхній течії в багатьох місцях заболочена. Річище слабозвивисте, місцями випрямлене. Береги переважнонизькі, пологі. Нижче села Петрівського схили річкової долини стають високими і місцями крутими.

## Розташування
Павлівка бере початок поблизу кордону між Україною і Росією, на північ від села Макіївки. Тече спершу на південний захід, нижче села Павлівки робить величезний S-подібний зиґзаґ, далі знову тече на південний захід, у пригирловій частині — на захід. Впадає до Криги на південь від села Василівщини, що на схід від міста Білопілля.